# Distrito Histórico de Westminster Street
El Distrito Histórico de Westminster Street es un distrito histórico comercial que consta de seis edificios a lo largo del lado norte de la calle Westminster en la ciudad de Providence, la capital del estado de Rhode Island (Estados Unidos). 

## Descripción e historia
Tres de los edificios están ubicados justo al oeste de Dean Street, mientras que los otros tres están justo al este. Cinco de los seis edificios se construyeron entre 1870 y 1900, y el sexto en 1933. Estos cinco, el más prominente de los cuales es el Bloque Burrows, están construidos uniformemente con ladrillo y mampostería, mientras que el Bloque Chiapinelli, en el extremo este del distrito, es un edificio de oficinas de estilo art déco con una fachada principal de hormigón y paredes laterales de ladrillo. Está a poca distancia al oeste de la Interestatal 95. 
El distrito fue incluido en el Registro Nacional de Lugares Históricos en 2003.

## Galería

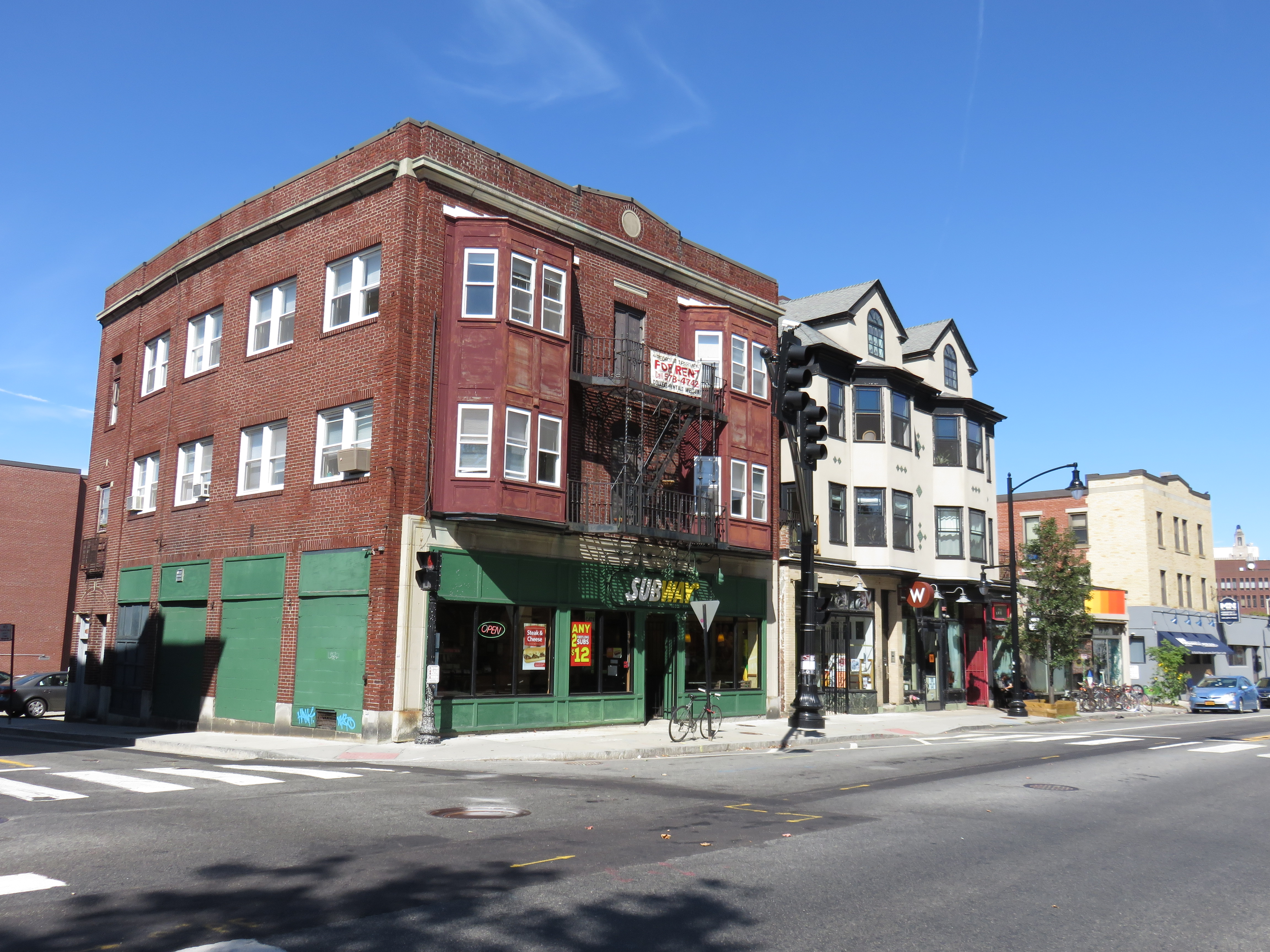
Mitad este del Distrito
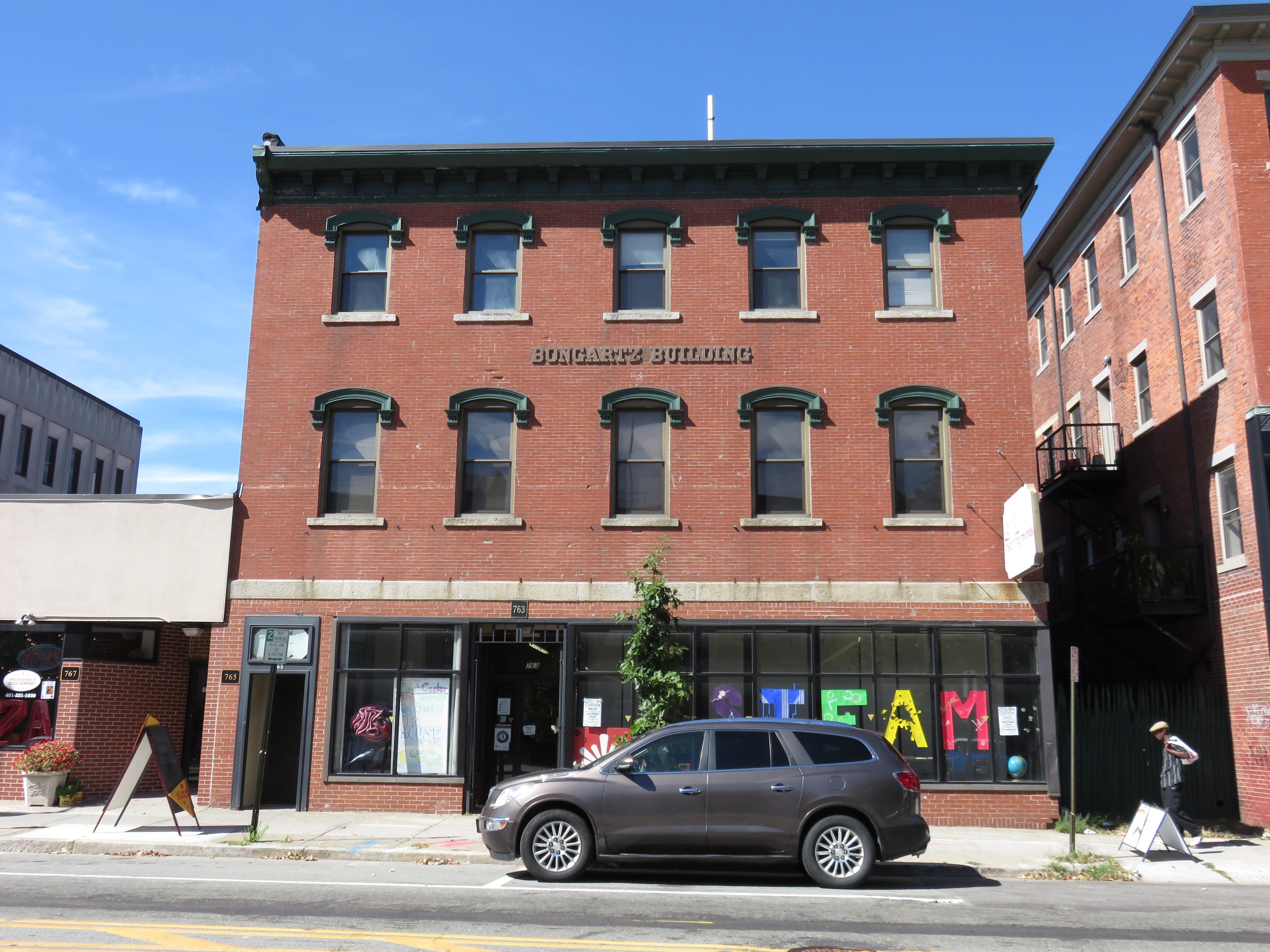
765–769 Calle Westminster (Edificio Bongartz)
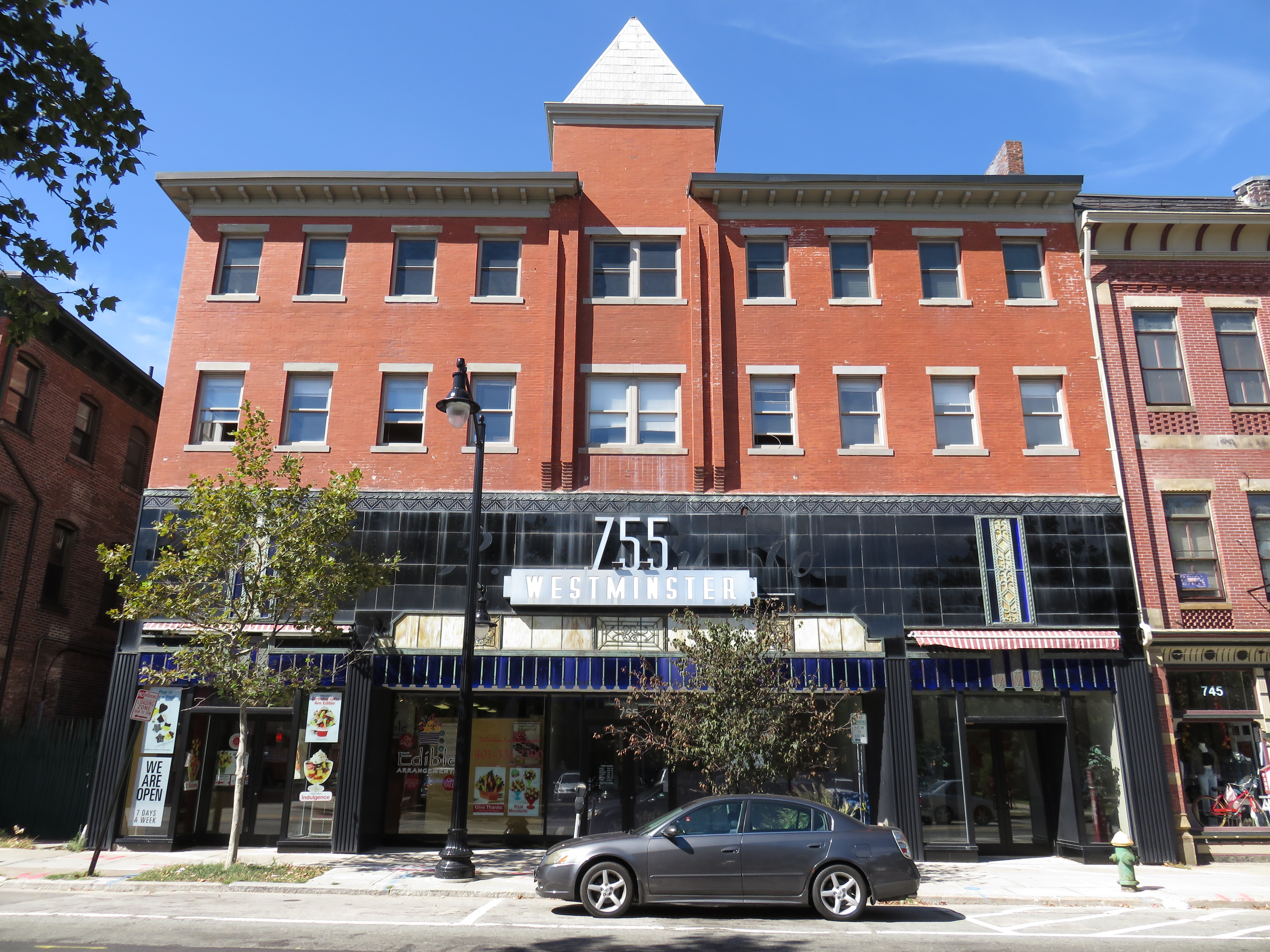
747–755 calle Westminster
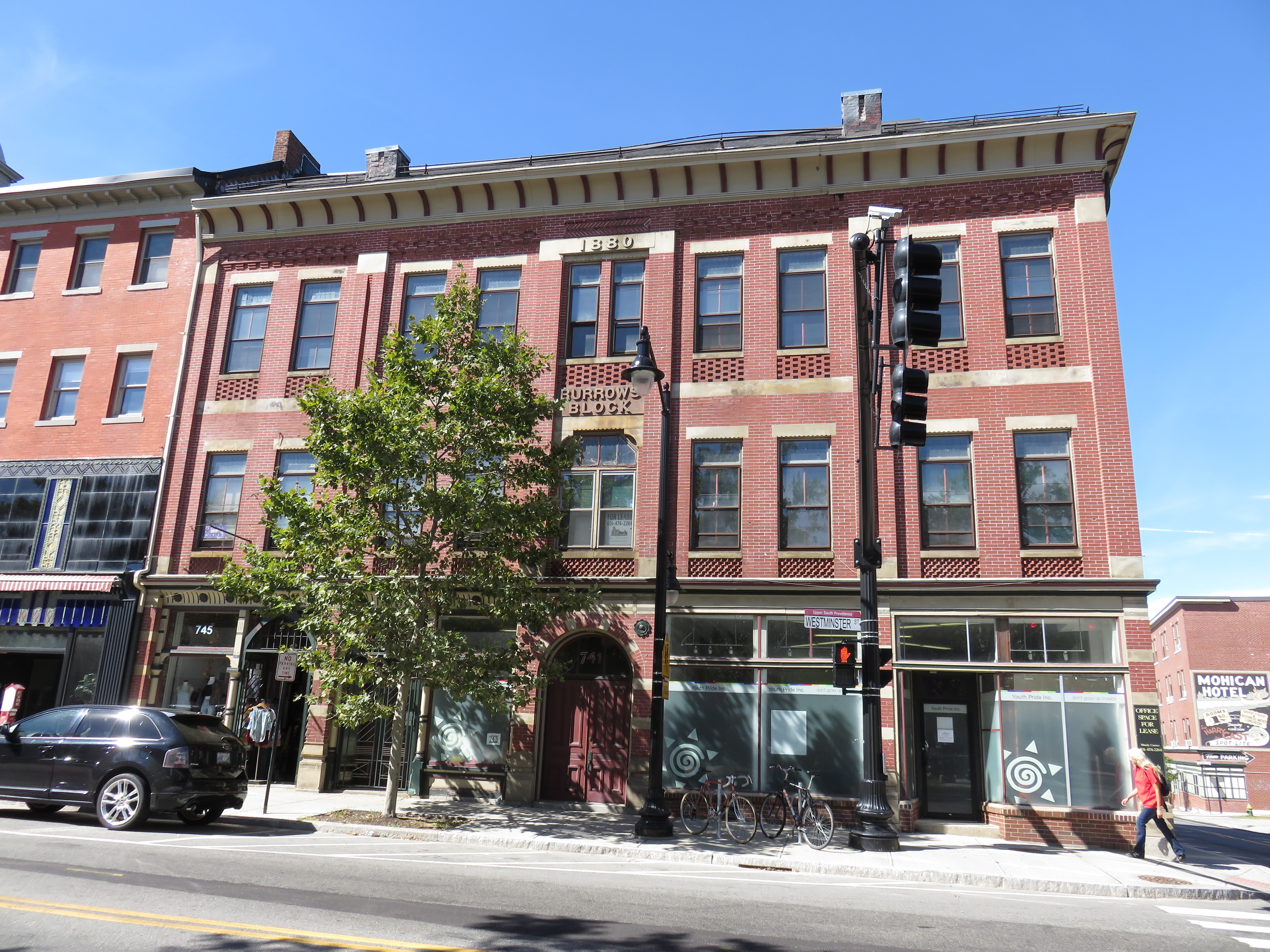
735–745 Westminster Street (Bloque Burrows)
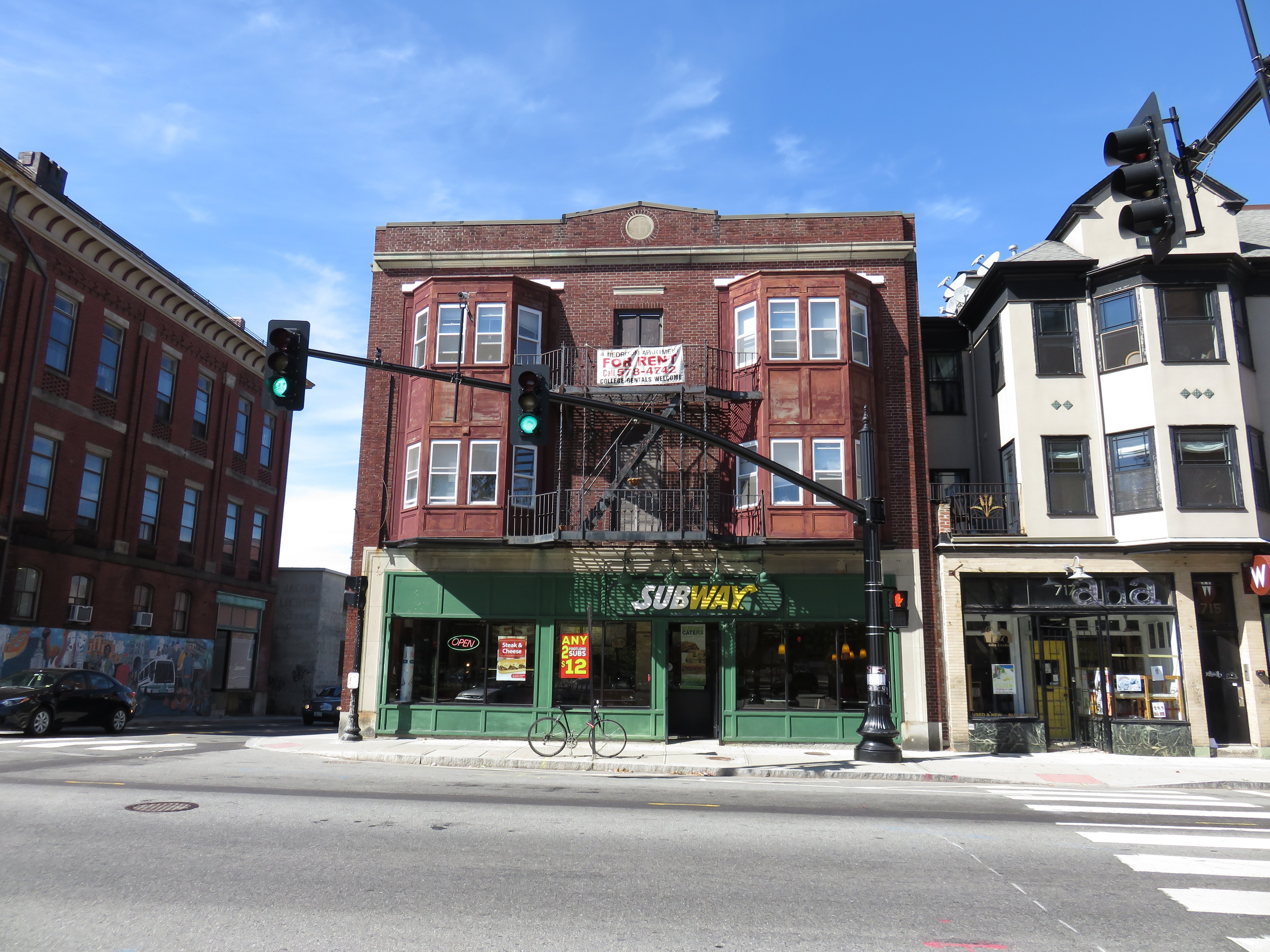
719–725 calle Westminster
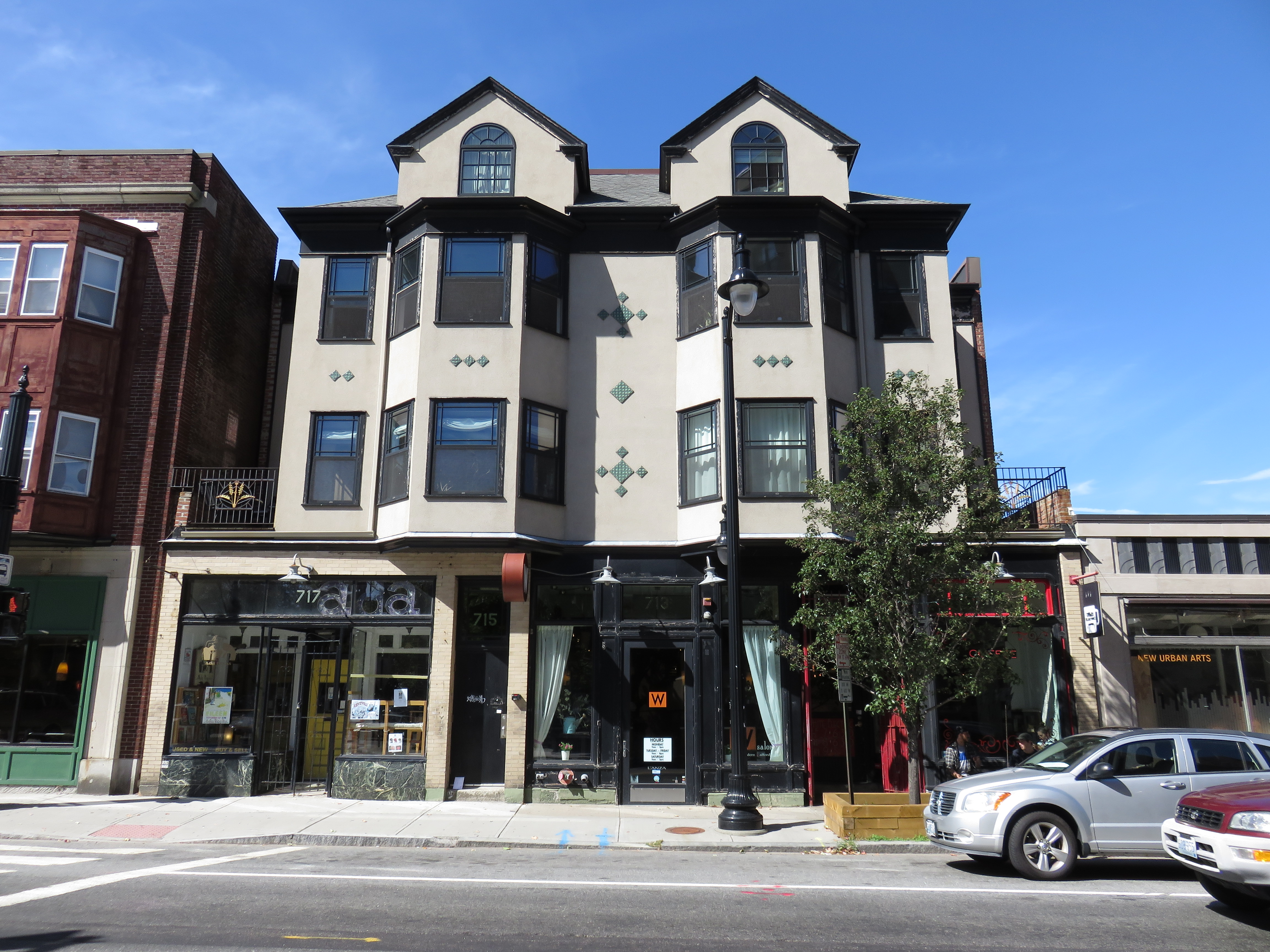
711–717 Calle Westminster
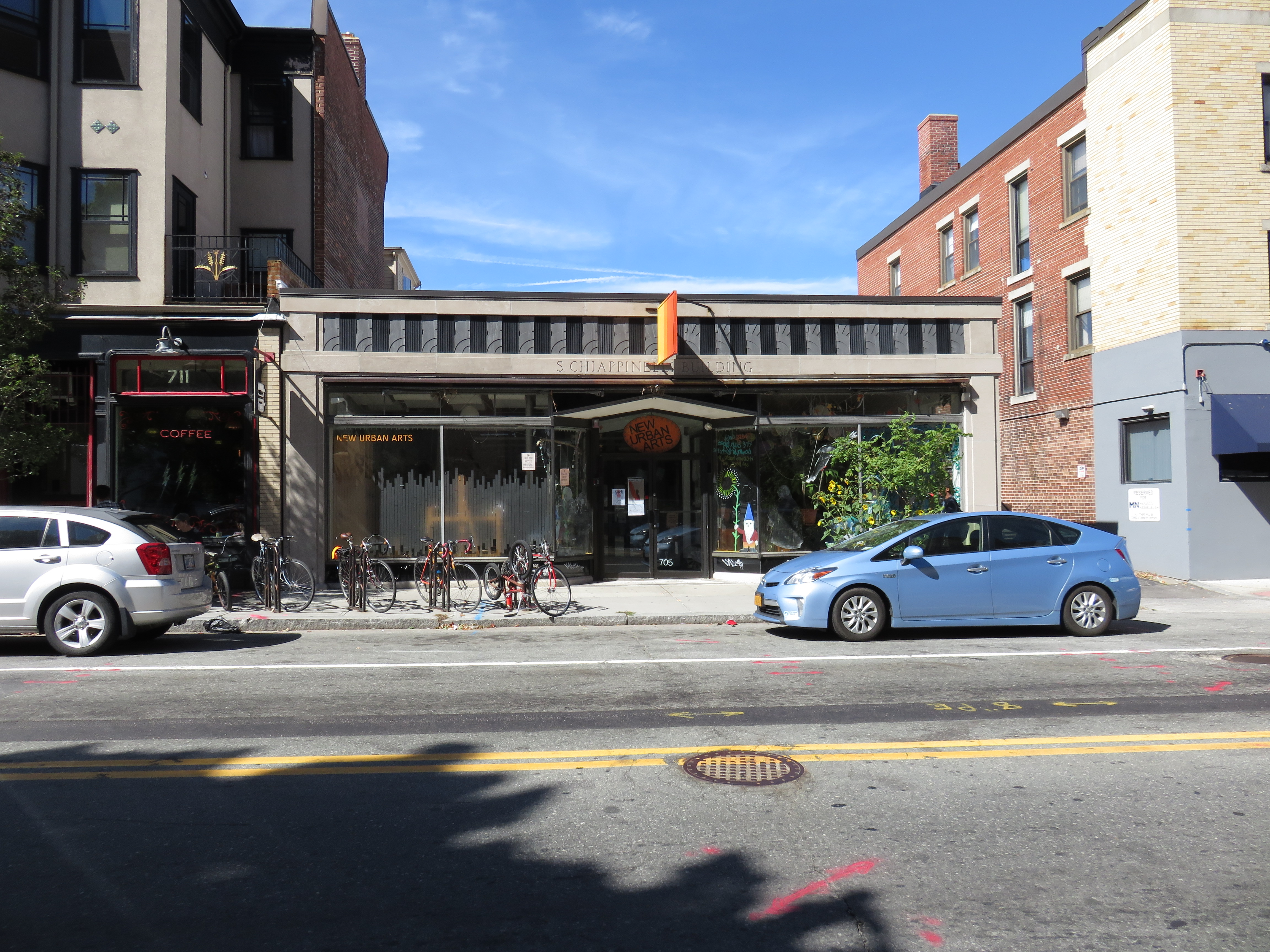
705 Westminster Street (Edificio S. Chiappinelli)